# Rivière aux Chicots
Pour les articles homonymes, voir Chicot.
La rivière aux Chicots est un ruisseau, affluent de la Grande Décharge et de la rivière Saguenay, coulant sur la rive nord-ouest du fleuve Saint-Laurent, dans les municipalités de L'Ascension-de-Notre-Seigneur et de la ville d’Alma, dans la municipalité régionale de comté (MRC) de Lac-Saint-Jean-Est, dans la région administrative de Saguenay-Lac-Saint-Jean, dans la Province de Québec, au Canada.
Le bassin versant de la rivière aux Chicots est surtout desservi par l’avenue du Pont Nord, le chemin Saint-François, la rue Joseph-W.-Foley qui devient la  route de l’Église vers le nord et le chemin du 7e rang Ouest dans L'Ascension-de-Notre-Seigneur,,.
L’agriculture constitue la principale activité économique du bassin versant ; la foresterie, en second.
La surface de la rivière aux Chicots est habituellement gelée de la fin novembre au début avril, toutefois la circulation sécuritaire sur la glace se fait généralement de la mi-décembre à la fin mars.

## Géographie
Les principaux bassins versants voisins de la rivière aux Chicots sont :
- Côté nord : Rivière Péribonka, rivière Alex ;
- Côté est : Rivière aux Harts, rivière Mistouk, le Petit Mistouk, lac Labrecque, rivière aux Sables, lac Tchitogama, rivière des Aulnaies, rivière Shipshaw ;
- Côté sud : La Grande Décharge, La Petite Décharge, rivière Saguenay, rivière Mistouk ;
- Côté ouest : Rivière Noire, rivière à la Pipe, rivière Péribonka, rivière Taillon, lac Saint-Jean[2].

La rivière aux Chicots prend sa source à l’embouchure du lac Garnier dont la partie nord comporte en zone de villégiature. Ce lac fait partie du versant Sud de la ligne de partage des eaux ; l’autre versant est drainé par la partie supérieure de la rivière Noire et son affluent le ruisseau Brun lequel s’alimente au lac Brun qui est le lac voisin (côté nord) du lac Garnier. Une grande zone de marais entoure le lac Garnier, principalement du côté nord. L’embouchure de ce dernier lac est située dans la municipalité de L'Ascension-de-Notre-Seigneur, à :
- 4,8 km au sud d’une petite baie de la rivière Péribonka ;
- 4,5 km au nord-ouest du centre du village de L'Ascension-de-Notre-Seigneur ;
- 10,3 km) au nord de l’embouchure de la rivière aux Chicots ;
- 12,5 km au nord de l’embouchure du lac Saint-Jean (confluence avec la rivière Saguenay)[2],[5].

À partir de sa source, la rivière aux Chicots coule sur 14,2 km, surtout en zones forestières et de marais, puis en zones agricoles, selon les segments suivants :
- 4,1 km vers le sud-ouest, puis le sud-est, jusqu’à la route du 7e rang Ouest ;
- 4,1 km vers le sud-est en recueillant un ruisseau (venant du nord) et en passant du côté ouest du village L'Ascension-de-Notre-Seigneur, jusqu’au chemin Saint-François (sens est-ouest) ;
- 4,2 km vers le sud où le courant traverse une baie sur 0,5 km, jusqu’à la route 169 (avenue du Pont Nord) ;
- 1,8 km vers le sud-est en traversant une baie jusqu’à l’embouchure de la rivière[2].

La rivière aux Chicots se déverse dans le secteur de Saint-Cœur-de-Marie qui est fusionnée à la ville d’Alma, sur la rive nord de la Grande Décharge. Cette dernière est traversée vers l'est par la rivière Saguenay. Cette embouchure est située à :
- 5,0 km à l'ouest de l’embouchure de la rivière Mistouk (confluence avec la Grande Décharge) ;
- 3,4 km au sud-est du centre du village de Saint-Cœur-de-Marie ;
- 11,7 km au nord-ouest du centre-ville d’Alma ;
- 3,0 km au nord-est de l’embouchure du lac Saint-Jean ;
- 54,7 km au nord-ouest du centre-ville de Saguenay[2].

## Toponymie
Le 2 avril 1981, la Commission de toponymie du Québec a officialisé le toponyme « rivière aux Chicots » en remplacement de « ruisseau des Chicots ». Cette dernière dénomination est inscrite au Répertoire géographique du Québec (1969). Cette dénomination toponymique évoque les chicots d'arbres jonchant ce plan d’eau. Ces chicots peuvent résulter d’un affaissement du sol, d’une remontée des eaux, de l’écrasement de troncs d’arbres notamment par le vent ou le pourrissement de la base. Une cinquantaine de noms géographiques québécois officiels comportent le terme « chicot ». Le Dictionnaire des rivières et lacs de la province de Québec (1914) désigne ce cours d’eau « Rivière Chicots ». La forme [Rivière] des Chicots parait dans une description du canton de De l'Île (1886) par l'arpenteur William Tremblay.
Le toponyme de « rivière aux Chicots » a été officialisé le 2 avril 1981 à la Banque des noms de lieux de la Commission de toponymie du Québec.